# Синя табличка
Си́ня табли́чка (англ. Blue plaque) — спеціальний знак (меморіальна дошка), встановлений у громадському місці в Сполученому Королівстві, щоб відзначити зв'язок між цим місцем і пов'язаною з ним відомою людиною або подією.
Сині таблички почали застосовували в Лондоні в XIX столітті й позначали ними місця проживання й роботи відомих людей. Цього принципу дотримуються донині, під наглядом Королівського товариства мистецтв (1867—1901), Лондонської ради (англ. London County Council, 1901—1965), Ради Великого Лондона (1965—1986) та «Англійської спадщини» (Комісії з історичних будівель і пам'ятників Англії, від 1986 року донині).
Багато інших видів табличок також уперше з'явилися у Великій Британії. Вони стосуються різних сфер діяльності як людей, так і організацій; бувають різних конструкцій, форм, матеріалів та кольорів. Термін «Синя табличка» нині застосовують у вузькому значенні, позначаючи саме сині таблички «Англійської спадщини», а також у широкому значенні, охоплюючи інші різновиди історичних табличок.

## Варіант Англійської спадщини

Логотип «Англійської спадщини»

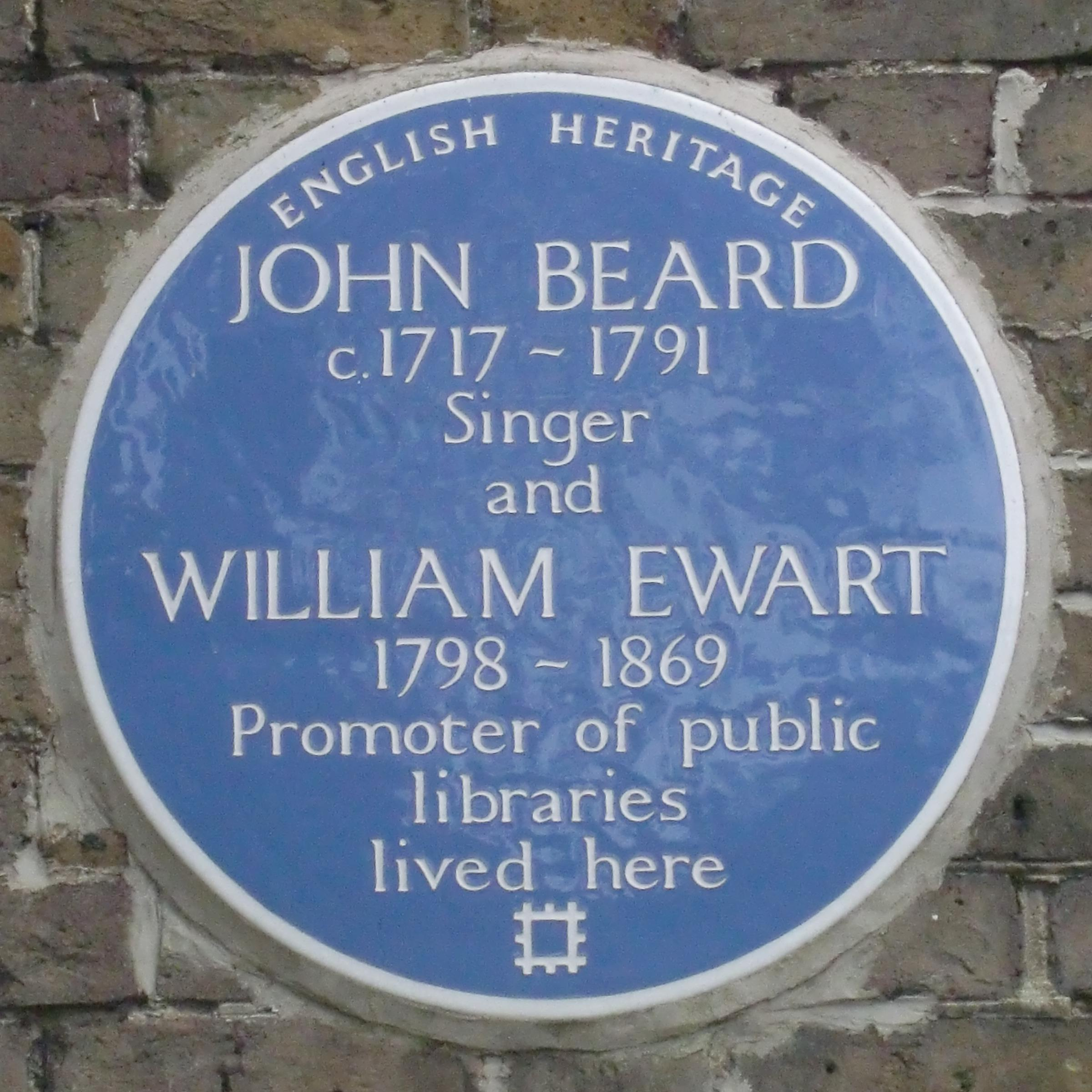
Табличка Джону Бірду та Вільяму Юарту

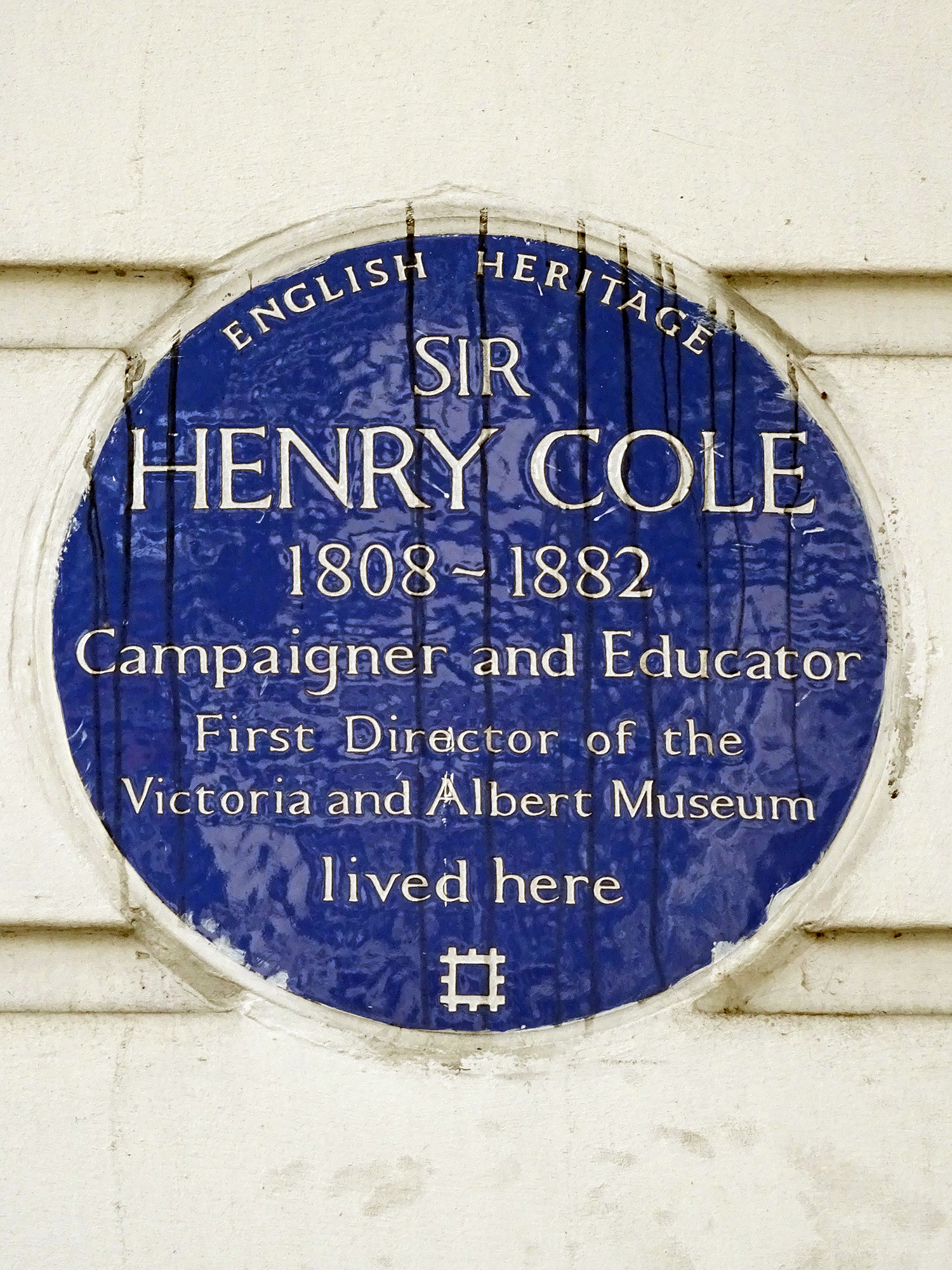
Табличка Генрі Коулу

Оригінальну схему синьої таблички, затверджену 1867 року Королівським товариством мистецтв, вважають найстарішим пам'ятним знаком у світі. Від 1986 року проєкт курує «Англійська спадщина».
Початкова версія таблички, яку запропонували 1866 року Вільямом Юартом і Генрі Коулом, являла собою варіанти різних форм і кольорів. Найпершу табличку синього кольору, перефарбовану потім у коричневий, відкрито 1867 року на честь Лорда Байрона на місці його народження в Кавендіш-сквері (цей будинок знесено 1889 року). Наступну табличку синього кольору встановлено 1867 року на Кінг-Стріт у Лондоні на згадку про Наполеона III. Усього під егідою Королівського товариства мистецтв встановлено 35 знаків, з яких донині дійшли менше половини. 1879 року ухвалено рішення, що за встановлення табличок у місті відповідатиме Корпорація Лондонського Сіті.
1901 року право розробки табличок перейшло до Лондонської Ради, яка приділила багато уваги конструкції майбутніх знаків. Зрештою вирішено зберегти основну форму та дизайн табличок, які використовували до 1938 року, хоча в 1920-х роках відбувалися деякі експерименти, коли їх виготовляли з різних матеріалів. 1938 року невідомі нині студенти Central School of Arts and Crafts підготували новий дизайн таблички, схвалений Радою. Після скасування Лондонської Ради нагляд за синіми табличками перейшов до Ради Великого Лондона. Тепер їх встановлювали на території Великого Лондона. Всього ця Рада встановила 252 знаки. 1986 року Раду розформовано і право встановлення синіх табличок перейшло до «Англійської спадщини», яка встановила вже более 300 меморіальних дощок.
У січні 2013 року через скорочення фінансування голова Національного фонду заявив, що можливі зміни в роботі Спадщини. 2014 року її роботу відновлено за участю деяких донорів, серед яких був Blue Plaques Club. При цьому два члени консультативної групи пішли у відставку, не погодившись із використанням синіх табличок як інструменту маркетингу. У квітні 2015 року «Англійську спадщину» розділено на дві частини — Historic England (державний орган) та English Heritage Trust (благодійна організація, що зберегла колишню назву та логотип). Відповідальність використання блакитних табличок перейшла до останньої організації; на табличках присутній її логотип.
Цікаво, що 1998 року «Англійська спадщина» змінила принцип встановлення синіх табличок, дозволивши розміщувати їх поза Лондоном. У наступні роки встановлено 34 знаки в Бірмінгемі, Мерсісайді, Саутгемптоні та Портсмуті. Цю практику припинено 2005 року. Хоча нині English Heritage Trust не встановлює табличок за межами Великого Лондона, фонд надає консультації та рекомендації для осіб та організацій, зацікавлених у цьому.

## Інші варіанти
Популярність лондонських синіх табличок призвела до того, що аналогічні знаки почали створювати в інших місцях Великої Британії. Багато з них зберегли форму й синій колір, але при цьому існують і інші види. Принципи їх встановлення розширилися, відійшовши від строго лондонського — зв'язок між місцем встановлення таблички та пов'язаною з ним відомою людиною чи подією. У липні 2012 року «Англійська спадщина» опублікувала реєстр пам'ятних дощок по всій Англії.

### У Лондоні

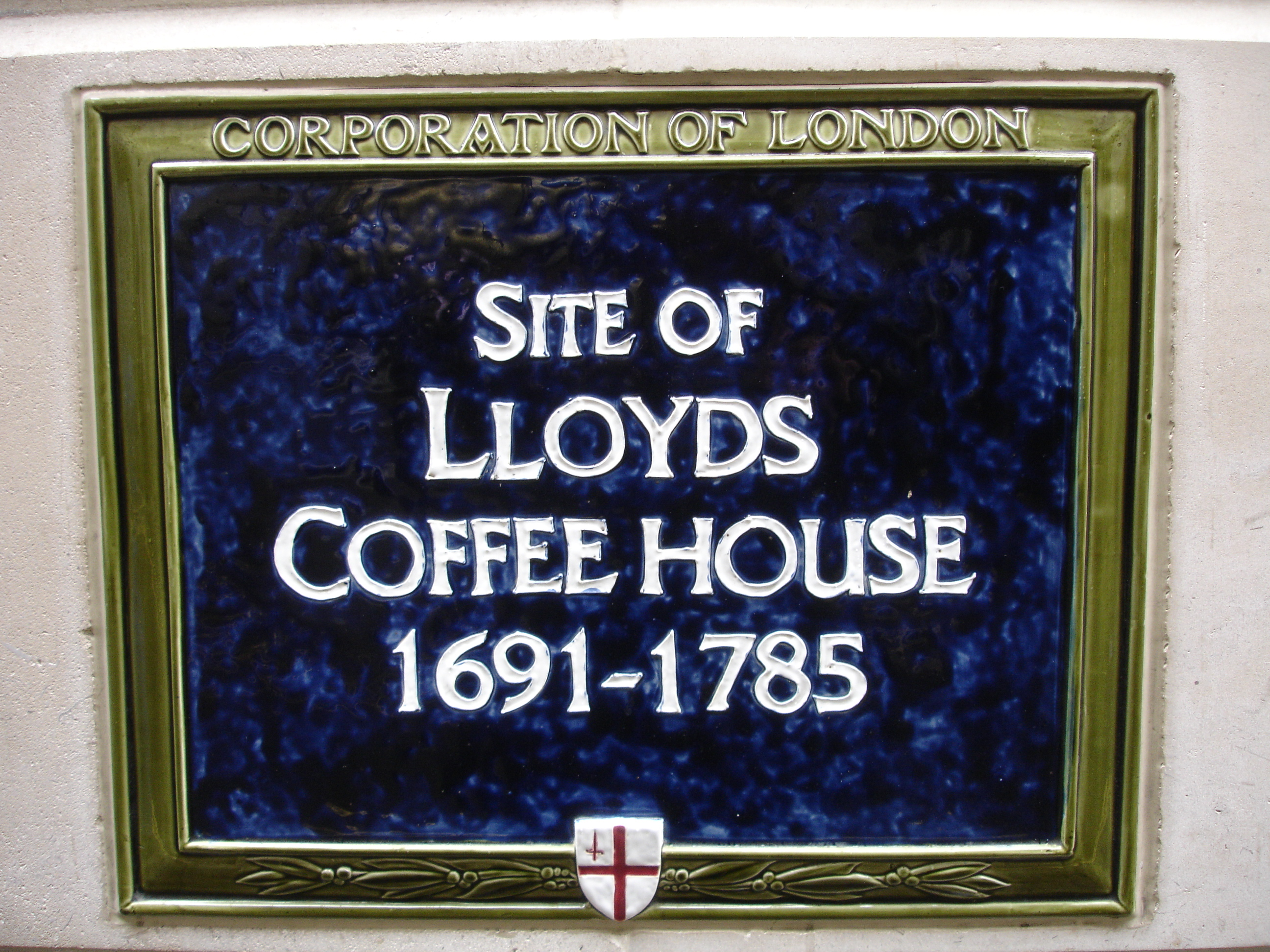
Табличка Корпорації Лондонського Сіті

Корпорація Лондонського Сіті продовжує встановлювати в Лондоні сині таблички «Англійської спадщини» і донині, встановлюючи паралельно й інші власні пам'ятні знаки, що мають прямокутну форму та герб Лондона. Через істотні зміни в архітектурному середовищі міста багато цих знаків відзначають місця колишніх лондонських будівель. Інші лондонські райони також мають власні програми встановлення пам'ятних дощок, що відрізняються від описаних. Дозволено встановлювати дошки й асоціаціям мешканців будівель.

### За межами Лондона
Сині таблички нині встановлюють і поза столицею Англії. Їх можна зустріти в Бірмінгемі (тут існує більше 90 меморіальних дощок), у Манчестері (встановлення координує Манчестерська художня галерея), а також невеликих містах — Борнмут, Беркемстед, Вулвергемптон, Ессекс тощо. Від 1960 до 1984 року всі таблички були керамічними, синього кольору. Від 1985 року їх виготовляли з литого алюмінію, різної колірної гами, що відбиває її приналежність (людина, будинок, подія). Пізніше всі таблички почали робити з бронзи зі штучною патиною.

У Північній Ірландії організація Ulster History Circle, заснована 1983 року, створила більш ніж 140 синіх табличок. Свої знаки в столиці встановлює Міська Рада Белфасту. Подібні організації є в Шотландії та Уельсі.

Сині таблички в країнах Британської співдружності
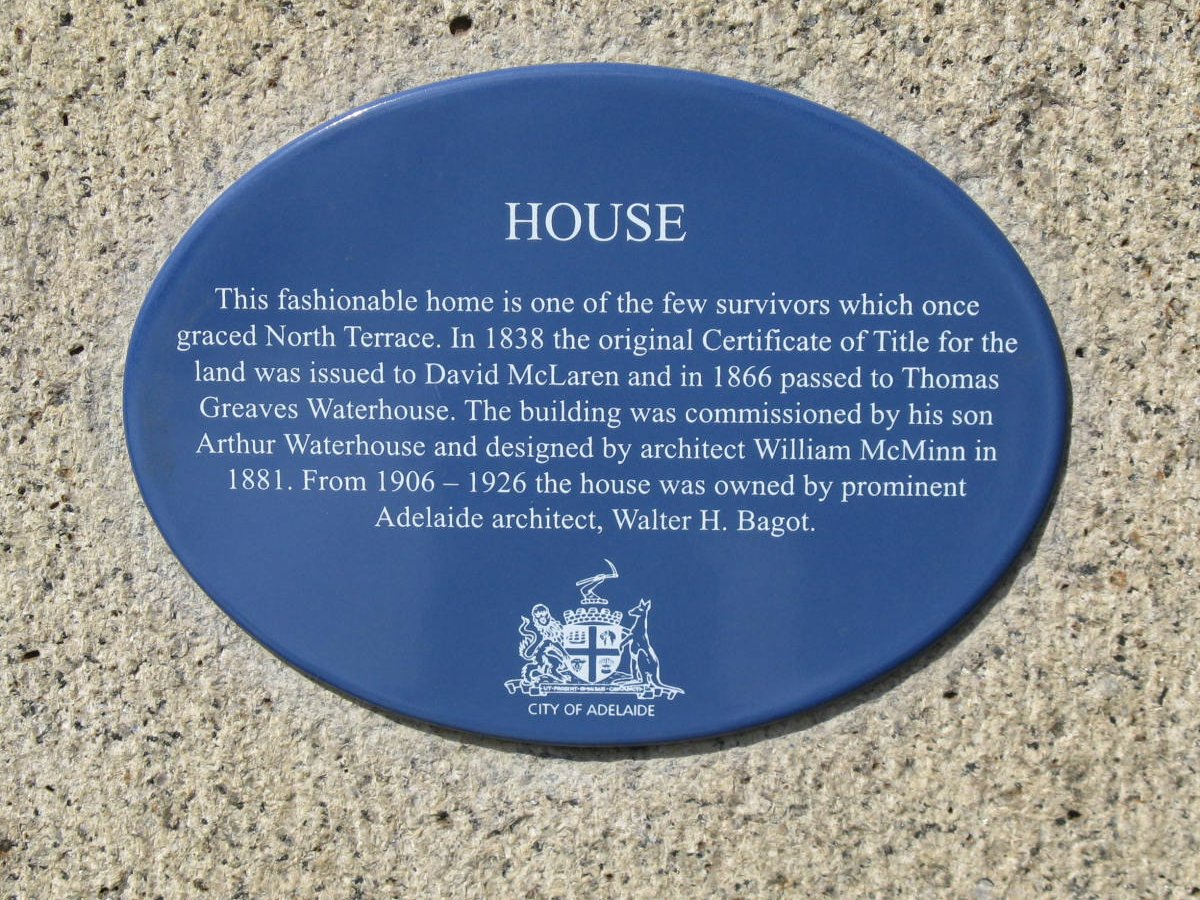
Аделаїда, Австралія
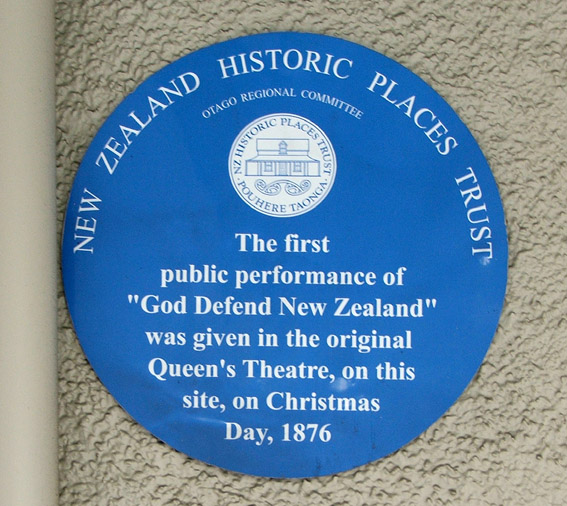
Отаго, Нова Зеландія
Саймонстаун, ПАР
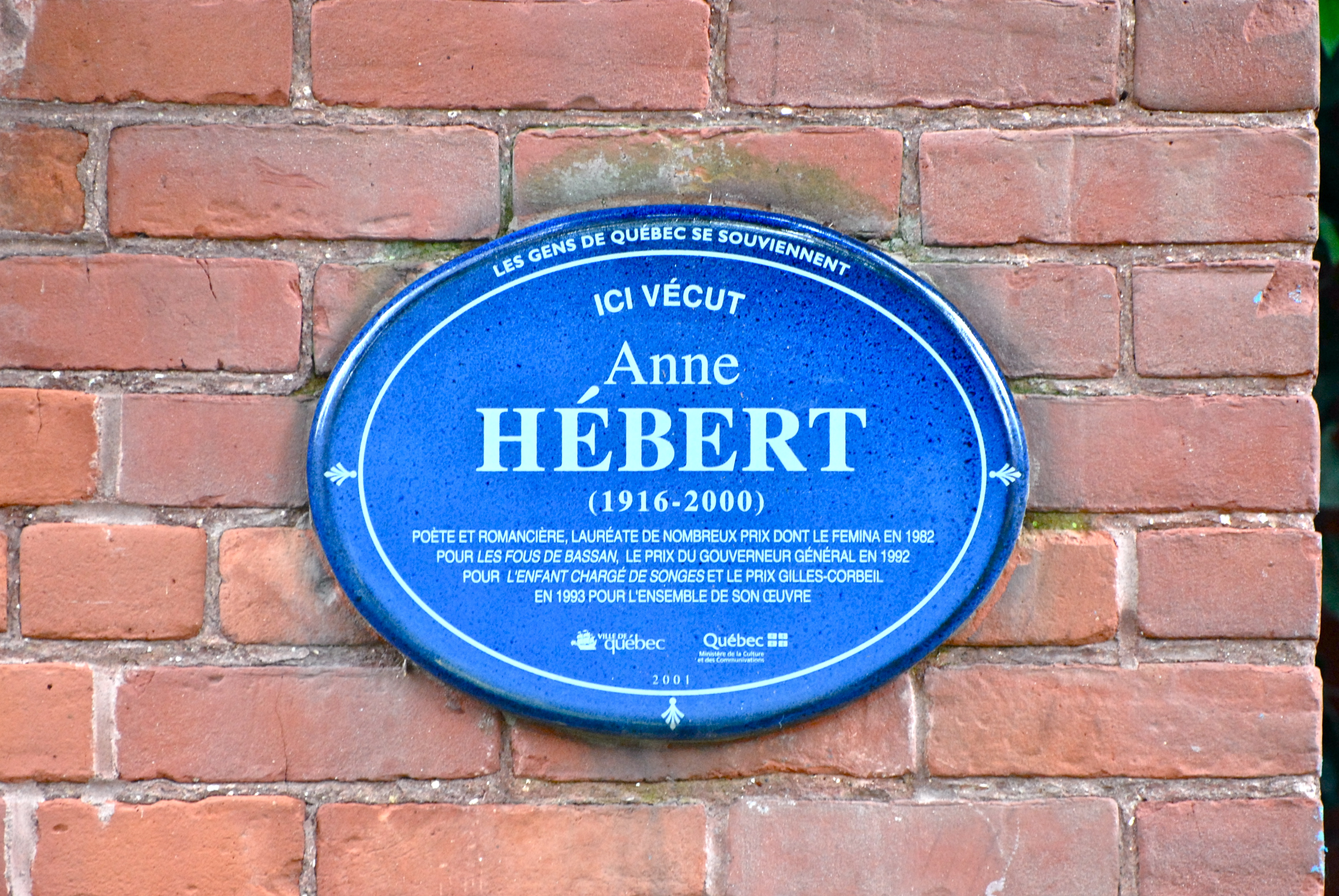
Квебек, Канада